# 小幡鋹伸
小幡 鋹伸（おばた としのぶ、1937年5月 - ）は、日本の実業家。名古屋東部陸運代表取締役社長や、豊田スタジアム代表取締役社長、愛知県トラック協会会長、全日本トラック協会副会長などを歴任した。

## 人物・経歴
愛知県豊田市出身。1956年愛知県立岡崎高等学校卒業。1962年明治大学商学部卒業。1966年オバタ産業代表取締役社長。1971年名古屋東部陸運代表取締役社長。1974年メイダイ代表取締役。1992年豊田市体育協会長。2000年名古屋東部陸運代表取締役会長、豊田スタジアム代表取締役社長。2002年豊田商工会議所副会頭。2011年全日本トラック協会副会長、愛知県トラック協会会長。
2018年に旭日中綬章を受章し、名古屋東急ホテルで祝賀会を開催。豊田章一郎トヨタ自動車名誉会長、張富士夫トヨタ自動車相談役、細田博之元内閣官房長官、山口那津男公明党代表、大村秀章愛知県知事、太田稔彦豊田市長、川淵三郎日本サッカー協会相談役、藤井直樹国土交通省大臣官房長らが参加し、親交の深い歌手のさだまさしと諏訪中央病院名誉院長の鎌田實のトークショーなどが行われた。同年豊田市市政功労者顕彰。

## 著書
- 『我が人生の「天・地・人」』中部経済新聞社 2012年